# Megalomus democraticus
Megalomus democraticus är en insektsart som beskrevs av Monserrat 1997. Megalomus democraticus ingår i släktet Megalomus och familjen florsländor. Inga underarter finns listade i Catalogue of Life.